# Rutersju
Ej att förväxla med kortspelet Sjuan.
Rutersju är ett kortspel, i vilket man spelar om tre stick och där det gäller för den spelare som är spelförare att spela hem exakt det antal stick som bjudits. 
En lek med 36 kort (utan tvåor t.o.m. femmor) används. Rutersjuan är lekens högsta kort och vinner alltid det stick den spelats i. Spelarna får i given tre kort var och bjuder sedan det antal stick man tror sig kunna ta. Den spelare som avgett det högsta budet blir spelförare och spelar mot de övriga. Har flera spelare gett samma högsta bud, får den som bjudit sist bli spelförare.
Spelföraren erhåller 1 poäng för varje hemtaget stick, under förutsättning att antalet stick är detsamma som det som bjudits. I annat fall är det motspelarna som tilldelas poäng.